# Llandudno
Llandudno (uttalat /ɬan.'dɪd.nɔ/) är en badort och stad i Conwy, Wales, belägen mellan Bangor och Rhyl och med drygt 15 000 invånare i tätorten. Communityn, som även omfattar även byn Penrhyn Bay 4 kilometer öster om Llandudno, har drygt 20 000 invånare.
Llandudno är den största badorten i Wales och ligger vid Ormes Bay (även benämnd Llandudno Bay) med halvön Great Orme på ena sidan.
Piren i Llandudno byggdes 1878 och är över 670 meter lång. Llandudno har järnvägsförbindelse genom en sidobana från järnvägsknuten Llandudno Junction.
Llandudno ligger i grevskapet Gwynedd.

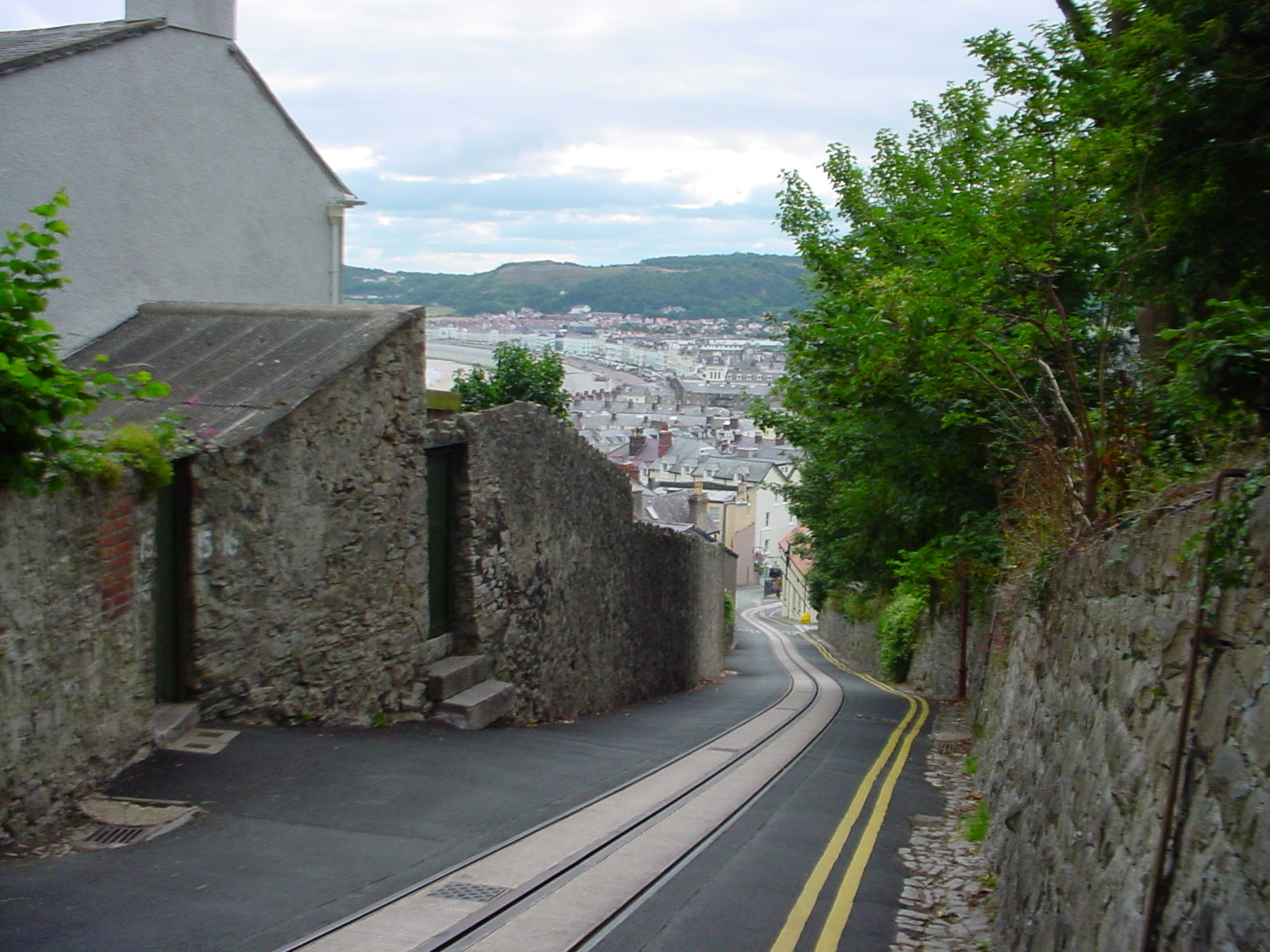
Great Ormes spårväg

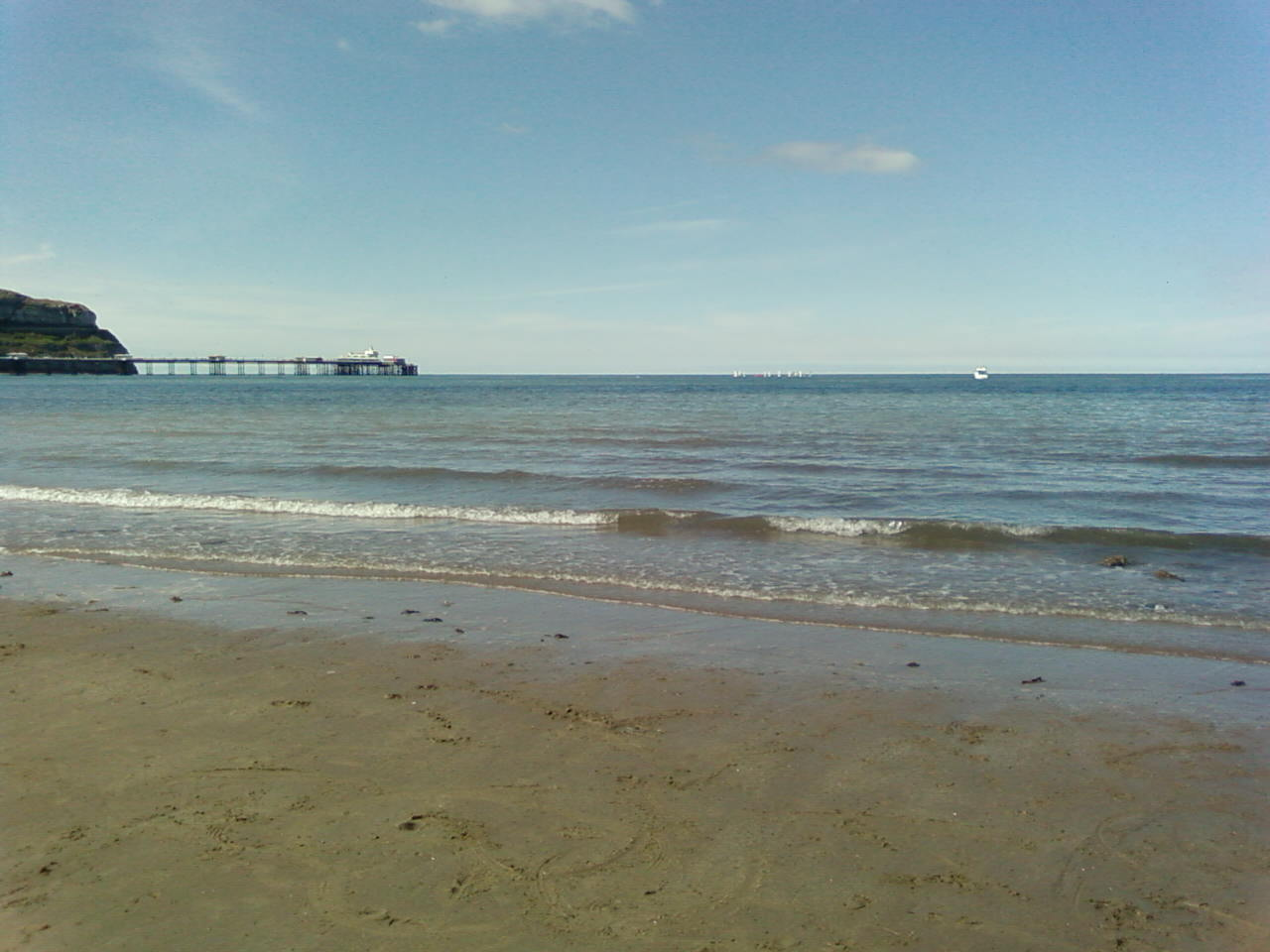
Piren syns längst till vänster i bild